# 4074 Sharkov
4074 Sharkov (1981 UN11) là một tiểu hành tinh vành đai chính được phát hiện ngày 22 tháng 10 năm 1981 bởi N. S. Chernykh ở Nauchnyj.